# Alexander Nevsky (filme)
Alexander Nevsky é um filme épico da União Soviética que retrata a história do príncipe homônimo que, em 1242, liderou o exercito russo contra a invasão dos Cavaleiros teutônicos. Historicamente, tal episódio ficou conhecido como a Batalha do Lago Peipus ou "Batalha no gelo".
Filmado em 1938, época em que, na Alemanha, Adolf Hitler reorganizava seu exército visando o leste europeu  o filme surge como uma espécie de propaganda anti-alemã, uma vez que retrata a expulsão de um exército alemão (Ordem Teutônica) da Rússia.

## Sinopse
Século XIII, a Rússia, então República da Novogárdia, é invadida pelos Cavaleiros Teutônicos. O cnezo, ou príncipe, russo Alexander Nevsky, reúne o povo e forma um exército para conter a invasão. O filme é baseado em fatos históricos ocorridos na região do lago Peipus, na atual Novogárdia Magna.
Com este filme Eisenstein abandonou de certa forma o seu estilo tradicional partindo para seu primeiro trabalho para o grande público. Após um longo período de fracassos e de uma longa estadia no exterior, este filme trouxe-lhe a glória que há tanto tempo lhe era devida.
A trilha sonora do filme fica por conta do compositor russo Serguei Prokofiev, e, para o maestro russo Valery Gergiev, "é a melhor composição para cinema já feita". O trabalho de câmara é de Eduard Tissé.

## Elenco
- Nikolai Tsjerkasov
- Nikolai Oklopkov
- Andrei Abrikosov
- Valentina Ivasjova
- Dmitri Orlov
- Wera Massalitinowa
- Vassili Novikoff
- Nicolas Arskii
- Alexandra Danilova
- Lev Fenin
- Naum Rogozin